# Synasellus hazeltoni
Synasellus hazeltoni és una espècie de crustaci isòpode pertanyent a la família dels asèl·lids.